# AK Ausserkontrolle
Vous pouvez aider à l'améliorer ou bien discuter des problèmes sur sa page de discussion.
- Il ne cite pas suffisamment ses sources. Vous pouvez indiquer les passages à sourcer avec {{référence nécessaire}} ou {{Référence souhaitée}}, et inclure les références utiles en les liant aux notes de bas de page. (Marqué depuis avril 2024)
- Certaines informations devraient être mieux reliées aux sources mentionnées dans la bibliographie ou les liens externes. Améliorez sa vérifiabilité en les associant par des références. (Marqué depuis avril 2024)

- Archive Wikiwix
- Bing
- Cairn
- DuckDuckGo
- E. Universalis
- Gallica
- Google
- G. Books
- G. News
- G. Scholar
- Persée
- Qwant
- (zh) Baidu
- (ru) Yandex
- (wd) trouver des œuvres sur Wikidata

AK Ausserkontrolle, nom de scène de Davut Altundal (né au XXe siècle à Berlin) Rappeur et auteur-compositeur allemand d'origine kurde.
Ausserkontrolle est aussi le nom d'un groupe de rap berlinois auquel Altundal appartenait et dans lequel il portait le nom de scène DramaKing.

## Biographie
Altundal est né à Berlin, la capitale de l'Allemagne. Il est d'origine kurde et vient du quartier Midyat de Mardin. Sa famille est venue d'abord au Liban puis en Allemagne.
Ausserkontrolle se forme dans les années 2000 autour d'Außer Kontrolle et d'Alpa Gun, rappeur du label Sektenmuzik. Le membre fondateur et chef de l'équipe est le rappeur Fux, qui reste à l'arrière-scène aujourd'hui. Le groupe est composé de plusieurs personnes qui n'ont que quelques morceaux sur différents supports sonores de la scène rap berlinoise puis disparaissent.
Le groupe se fait connaître lorsque DramaKing est interviewé pour le documentaire Hauptstadt der Diebe sur RBB Fernsehen, qui rend compte des attaques spectaculaires de la « Gullideckelbande ». À l'approche de noël 2013, le gang attaqué un Apple Store nouvellement ouvert sur Kurfürstendamm en y conduisant une voiture. DramaKing se présente dans le documentaire comme le chroniqueur du groupe. À partir de 2015, les vidéos sont téléchargées par la plateforme Aggro.TV. DramaKing apparaît comme le rappeur principal, tandis qu'Undacavaa agit en arrière-plan et que le membre fondateur Fux n'est actif que sporadiquement. Le groupe rappe principalement sur les cambriolages et utilise le gangsta rap. Dans les vidéos et en public, les membres portent des bandanas.
En 2016, le premier album Panzaknacka sort chez Auf!Keinen!Fall!. L'album atteint le top 10 en Allemagne et le top 40 en Suisse et en Autriche. Le groupe part ensuite en tournée avec 187 Strassenbande.
AK Ausserkontrolle est sous contrat avec Ersguterjunge de 2017 au début de 2018, mais ne sort pas d'album pendant la période du contrat, simplement un EP appelé Selbstseller. Peu de temps après la rupture, Altundal annonce qu'il avait fondé son propre label de musique XY Records avec Universal Musics Vertigo.
En novembre 2018, le troisième album studio XY sort, suivi de XY Sampler le 19 novembre 2019. Quand XY Sampler sort, AK a signé MORR et Faroon, tandis que les rappeurs Pablokk, Undacava et Jason, qui appartenaient auparavant à Ausserkontrolle, se sont séparés du groupe peu de temps avant la sortie de l'album et font des carrières solos.
Le 20 août 2020, le cinquième album A.S.S.N 2 sort. Il est soutenu pour la première fois par des invités tels que Gringo, Farid Bang ou Shindy, mais aussi par des musiciens récurrents tels que Fux Ausserkontrolle, Kontra K, Bonez MC, 18 Karat, Veysel et Sa4 avec une chanson chacun.
Le 30 avril 2019, Altundal annonce qu'il est invité à quitter l'Allemagne avant le 30 mai 2019. En mai 2019, Altundal reçoit un permis de séjour de trois ans.

## Discographie
- 2016 : Panzaknacka
- 2017 : A.S.S.N.
- 2018 : XY
- 2019 : XY Sampler
- 2020 : A.S.S.N. 2